# أحمد حسن محمود
أحمد حسن محمود هو لاعب مصري بارالمبي مشارك بشكل أساسي في أحداث سباقات الفئة T37.
شارك أحمد في ثلاث دورات بارالمبية، الأولى في عام 1992 حيث شارك في سباق C7 400 متر، وحصل على الميدالية البرونزية ضمن هذا الحدث. وفي أحداث دورة الألعاب البارالمبية الصيفية عام 1996 التي أقيمت في أتلانتا، تحسن أداء احمد ليفوز بالميدالية الذهبية في سباق 400 متر فئة T36 وحصل أيضًا على الميدالية البرونزية في سباقي 100 متر و200 متر. كان ظهوره الأخير في عام 2000 حيث حصل على الميدالية الفضية في سباق 400 متر T37 والميدالية البرونزية في سباق 200 متر بالإضافة إلى مشاركته في سباق 100 متر.

## روابط خارجية
- أحمد حسن محمود في اللجنة البارالمبية الدولية